# Volksstimme (1890–1933)
Die Volksstimme war eine Tageszeitung der SPD in Magdeburg von 1890 bis 1933.

## Geschichte
Im März 1890 beschloss der SPD-Verband Magdeburg die Gründung einer eigenen Zeitung. Am 15. Juni 1890 erschien eine Probenummer mit 50.000 Exemplaren.
Die erste reguläre Ausgabe wurde am 1. Juli 1890 mit 2000 Exemplaren hergestellt. Die Zeitung erschien seitdem sechsmal wöchentlich, zunächst abwechselnd mit vier oder sechs Seiten.
Die Redaktion von Paul Kampffmeyer und Hans Müller vertrat in den ersten Ausgaben einen radikalen Kurs auch innerhalb der SPD. Sie beschuldigte unter anderem führende Vertreter der Partei der Korruption und der Unterdrückung der freien Meinungsäußerung. Der angegriffene Parteivorsitzende August Bebel kam daraufhin am 13. August nach Magdeburg und attackierte bei einer Rede vor zahlreichen Arbeitern die beiden jungen Redakteure. Diese traten zwei Tage später zurück.
Seitdem vertrat die Volksstimme eine normale sozialdemokratische Richtung, ohne weitere Angriffe auf die Parteispitze. Für die Herausgabe der Zeitung gab es in der Anfangszeit neben den zwei Redakteuren lediglich einen Drucker L. Arnoldt, vier Setzer, zwei Einlegerinnen und vier Pfalzfrauen. Der Verleger war Harbaum in der Neustadt, seit etwa 1905 W. Pfannkuch in der Münzstraße.
Um 1900 gab es etwa 12.500 Exemplare, um 1913 über 30.000, 1929 42.000. In diesem Jahr arbeiteten 209 Mitarbeiter und Mitarbeiterinnen im Verlag.
Im März 1933 musste die Volksstimme ihr Erscheinen einstellen. In dem Verlag erschien seitdem die Zeitung Trommler.
1947 gründete sich eine SED-Zeitung mit demselben Namen, ohne bekannte organisatorische oder personelle Verbindungen zur vorherigen Zeitung.
Ein Antrag der SPD zur Restitution des 1933 enteigneten Verlages wurde 1990 abgewiesen.